# Simfonia pastorală (film)
Simfonia pastorală (în franceză La Symphonie pastorale) este un film dramatic francez din 1946 regizat de Jean Delannoy avându-i în rolurile principale pe Michèle Morgan, Pierre Blanchar și Jean Desailly.
Filmul este bazat pe nuvela Simfonia pastorală de André Gide și adaptat pentru ecran de Jean Aurenche. A fost filmat la Studiourile Neuilly din Paris cu decoruri concepute de René Renoux. Filmările exterioare au avut loc în jurul Rossinière, în Elveția. Muzica filmului a fost compusă de Georges Auric. A fost înscris la Festivalul de Film de la Cannes din 1946 unde a fost unul dintre câștigătorii Grand Prix du Festival International du Film, cunoscut mai târziu sub numele de Palme d'Or, iar Michèle Morgan a primit premiul pentru cea mai bună actriță.
A fost filmul ales pentru a fi prezentat la gala de deschidere a cinematografului Cameo din Edinburgh, Scoția, în martie 1949, iar o versiune rară cu subtitrare în engleză a fost prezentată din nou acolo în 2009 pentru a sărbători cea de-a 60-a aniversare a filmului, prin amabilitatea BFI.

## Rezumat
Pastorul unui sat de munte adoptă o fetiță oarbă, Gertrude. Pe măsură ce Gertrude crește devenind o tânără atrăgătoare, pastorul, acum de vârstă mijlocie, își dă seama că este îndrăgostit de ea. Spre supărarea lui, fiul său adoptiv, Jacques, este și el îndrăgostit de Gertrude, deși în curând urmează să se căsătorească cu o altă femeie.
Logodnica lui Jacques este geloasă pe Gertrude și aranjează ca ea să meargă la un medic în speranța că s-ar putea vindeca și pentru a-i permite lui Jacques să aleagă în mod egal între cele două femei.
În mod miraculos, lui Gertrudei îi revine vederea și se întoarce în sat o femeie schimbată. Neputând accepta dragostea lui Jacques și dezamăgită de afecțiunile pastorului pentru ea, își dă seama că fosta ei fericire a fost pierdută pentru totdeauna.
Acest film oferă un al doilea sens, mai profund. Fata oarbă ajunge să domine conștiința pastorului în timp ce el o îndrumă de la a fi creatura brutală văzută în primele momente, într-o tânără desăvârșită și atrăgătoare. Obsesia lui pentru ea îi dăunează vieții de familie. Nu există niciun indiciu de atracție carnală între pastor și ea; ea este creația lui spirituală. Această interpretare alternativă, deci, este că fata oarbă este un fel de demon (așa cum sugerează prima ei apariție) care îi preia conștiința, cu rezultatul distrugerii vieții sale de familie și a sfințeniei sale de suprafață. Această semnificație ne este indicată îngrijorarea crescândă a soției sale.

## Distribuția
- Michèle Morgan în rolul Gertrude
- Pierre Blanchar în rolul pastorului Jean Martens
- Line Noro în rolul Amélie Martens - soția pastorului
- Jean Desailly în rolul Jacques Martens - fiul pastorului
- Andrée Clément în rolul Piette Castéran
- Jacques Louvigny în rolul Castéran
- Rosine Luguet în rolul Charlotte Martens
- Mona Dol în rolul Sorei Claire
- Robert Demorget în rolul Pierre Martens
- Hélène Dassonville în rolul Domnișoarei de la Grange
- Germaine Michel în rolul Țăranului bătrân
- Florence Brière în rolul Unei prietene de-a lui Gertrude
- Albert Glado în rolul Paul Martens